# Preußisches Militärehrenzeichen

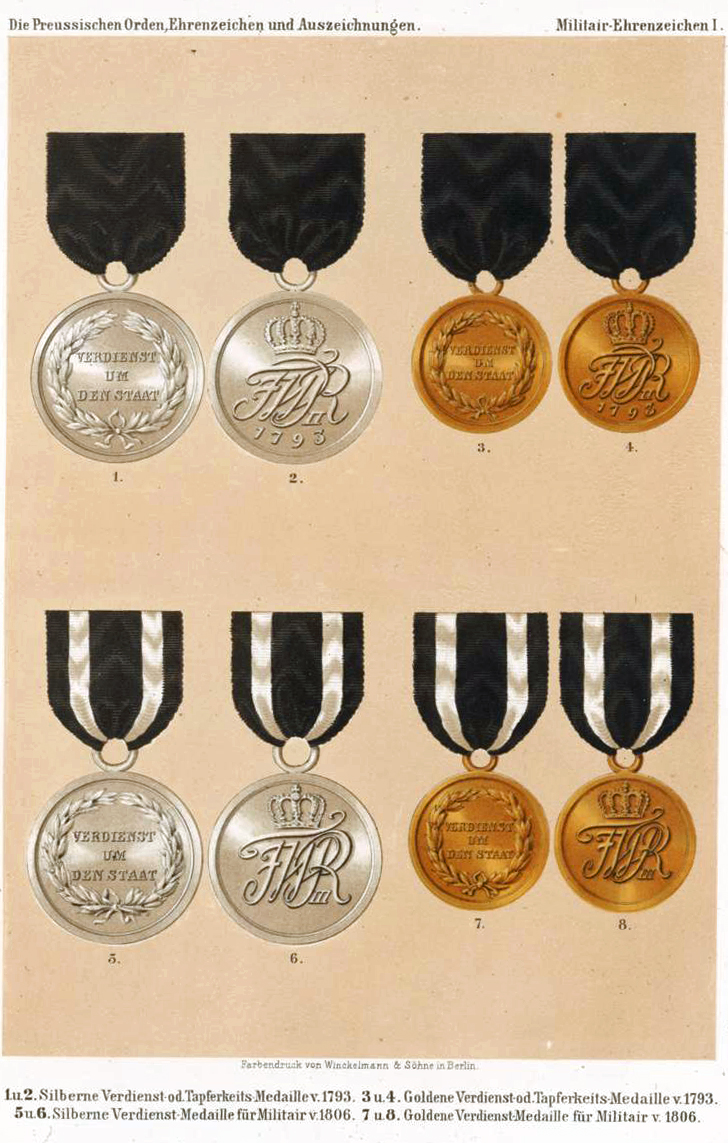
Die Silberne und Goldene Militärverdienstmedaille 1793 und 1806

Das preußische Militärehrenzeichen (ursprünglich Militär-Verdienstmedaille) war seit 1793 (bis 1906) das älteste preußische Ehrenzeichen, das Unteroffizieren und Mannschaften der preußischen Armee und verbündeter Armeen als persönliche militärische Auszeichnung für Tapferkeit vor dem Feind verliehen wurde.

## Erster Koalitionskrieg
Die Militärverdienstmedaille (auch Tapferkeitsmedaille genannt) wurde 1793 während des ersten Koalitionskriegs von Friedrich Wilhelm II. von Preußen gestiftet. Unteroffiziere erhielten die Medaille aus Gold, Mannschaften aus Silber. Es galt als Entsprechung des Ordens pour le Mérite, der Offizieren vorbehalten war.
Die goldene Medaille hat einen Durchmesser von 30 mm, die silberne von 39 mm. Sie trägt auf der Vorderseite den dreizeiligen Schriftzug VERDIENST / UM DEN / STAAT, umgeben von einem Lorbeerkranz. Auf der Rückseite befinden sich die Initialen F W R II (Friedericus Wilhelmus Rex II) unter einer Krone und die Jahreszahl 1793. Die Medaille wurde an einem schwarzen Band getragen.

## Vierter Koalitionskrieg
Friedrich Wilhelm III. gab der Auszeichnung am 30. September 1806 die ersten Statuten, nach denen Mannschaften und Unteroffiziere unterschiedslos zuerst mit der Silbernen und danach mit der Goldenen Verdienstmedaille für Militair ausgezeichnet werden konnten, die ab dieser Zeit auch als Militärehrenzeichen II. bzw. I. Klasse bezeichnet wurde.
Sie wurde für Taten vergeben, die „zum Besten des Dienstes oder der Kameraden unternommen worden sein. In der Regel kann kein während der Aktion in Reih und Glied gehender Mann Ansprüche auf das Ehrenzeichen machen, es sei denn, daß er sich persönlich auf eine ganz vorzügliche Art ausgezeichnet hat.“ In der königlichen Kabinetts-Ordre vom 24. März 1807 wurde dazu ergänzt, dass „derjenige, welcher einen General gefangen nimmt, eine Kanone erobert, oder eine Fahne erbeute, ohne Rücksicht, ob er schon die silberne Medaille besitzt oder nicht, die goldene Verdienst-Medaille und die damit verbundene Zulage, derjenige aber, welcher einen anderen Offizier geringeren Grades zum Gefangenen macht, die silberne Medaille erhalten soll“.
Die Gestaltung der Vorderseite entsprach der von 1793, die Rückseite zeigte nun die Initialen F W R III ohne Jahreszahl. Dem schwarzen Band wurden zwei weiße Seitenstreifen zugefügt, entsprechend den Farben der preußischen Fahne. Dieses wurde zur Vorlage für das Band des Eisernen Kreuzes.
Mit einer einmaligen Ausprägung der Medaille in Gold dekorierte Friedrich Wilhelm im Jahr 1807 den Zivilisten Joachim Nettelbeck für dessen Anteil bei der Verteidigung Kolbergs.
Die Stiftung des Eisernen Kreuzes 1813 suspendierte die Verleihung des Militär-Ehrenzeichens für die Dauer des Fünften Koalitionskriegs. Deshalb wurden die Militär Ehrenzeichen zwischen 1813 und 1817 nur an russische Soldaten verliehen.

## Sechster Koalitionskrieg

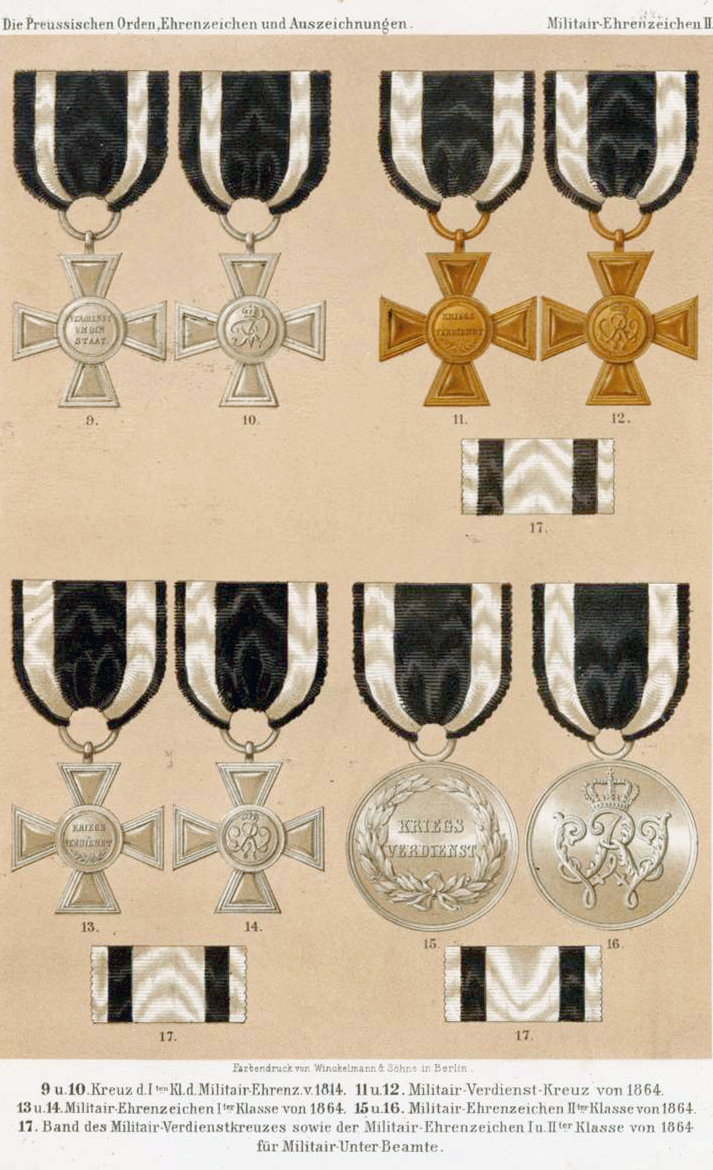
Militärehrenzeichen I. Klasse 1814, Militärverdienstkreuz, Militärehrenzeichen I. und II. Klasse 1864

Ab 1814 wurde das Militärehrenzeichen I. Klasse als silbernes Kreuz mit einer Breite von 35 mm und einer Höhe von 40 mm verliehen, das der Form des Roten Adlerordens III. Klasse entsprach. In der Mitte zeigte es ein Medaillon, das der II. Klasse entsprach. Die II. Klasse blieb weiterhin eine silberne Medaille. Die Inschrift der Vorderseite blieb dieselbe, die Rückseite zeigte nun die Initialen F W (Friedrich Wilhelm).
Mit Ausnahme des Bandes entsprach die Gestaltung des Militärehrenzeichens dem des Allgemeinen Ehrenzeichens. Die Kreuze der I. Klasse wurden von der Juwelierwerkstatt Gebrüder Wagner in Berlin aus 12-lötigem Silber (750/1000) hergestellt. Sie sind hohl gefertigt mit einem Gewicht von 10 bis 12 g.

## Revolutionszeit
Während der Friedenszeit des Biedermeier und im Vormärz konnte die Tapferkeitsauszeichnung nicht verliehen werden. Erst im Krieg gegen Dänemark und den Polnischen Aufstand 1848 und bei der Niederschlagung der Deutschen Revolution wie in Dresden, der Rheinpfalz und Baden 1849 kam es zu zahlreichen Verleihungen. Die Gestaltung der II. Klasse entsprach der von 1814, die I. Klasse hatte mit einer Abmessung von 38 mm Breite und 46 mm Höhe, entsprechend dem Roten Adlerorden IV. Klasse.

## Einigungskriege
Während des Deutsch-Dänischen Krieges wurde das Militärehrenzeichen neu aufgelegt. Die Vorderseite erhielt den zweizeiligen Schriftzug KRIEGS / VERDIENST und darunter zwei gebundene Lorbeerzweige. Die Initialen auf der Rückseite wurden in W R (Wilhelmus Rex) geändert. Über dem Militärehrenzeichen I. Klasse wurde als höchste militärische Auszeichnung für Mannschaften und Unteroffiziere Preußens nun ein Goldenes Militär-Verdienst-Kreuz vergeben, das im Aussehen exakt dem Militärehrenzeichen I. Klasse entsprach, jedoch aus Gold gefertigt wurde. Das Goldene Militärverdienstkreuz und das Militärehrenzeichen I. Klasse konnte nun auch verliehen werden, wenn die niedrigere Klasse nicht zuvor erhalten wurde. Das Militärehrenzeichen I. Klasse wurde 888 mal, das II. Klasse 16.157 mal verliehen.
Aufgrund der Neustiftungen des Eisernen Kreuzes 1870 und 1914 wurde das Militärehrenzeichen im Deutsch-Französischen Krieg und im Ersten Weltkrieg nicht an Angehörige der preußischen Armee verliehen. Es ist eine Verleihung der II. Klasse in Zink nachgewiesen.
Die Militärehrenzeichen I. Klasse ab 1864 tragen teilweise die Herstellerzeichen A W für Albert Werner am Medaillonzylinder oder W für Johann Wagner & Sohn auf dem Rand des unteren Kreuzarms, jeweils ohne Feingehaltspunzierungen. Die Kreuze sind hohl gebördelt gefertigt. Ihr Gewicht beträgt etwa 14 g.

## Verleihungen
Das Militärehrenzeichen wurde bis 1906 verliehen. Während der Befreiungskriege 1813–1815, des Deutsch-Französischen Krieges 1870/71 und im Ersten Weltkrieg wurde die Verleihung an Angehörige der Preußischen Armee aufgrund der Stiftungen des Eisernen Kreuzes von 1813, 1870 bzw. 1914 ausgesetzt. Die nachfolgende Tabelle gibt einen Überblick über die Anzahl der Verleihungen.
| Klasse | Version | Verleihungsjahr | Anzahl    | Bemerkungen |
| I.     | 1793    | 1793–1795       | ca. 100   | Erster Koalitionskrieg |
| I.     | 1806    | 1813            | 20        | davon 12 an Russen und 8 an Preußen, letztere rückwirkend für den Russlandfeldzug von 1812                                                                |
| I.     | 1814    | 1814            | 8         | alle an Russen |
| I.     | 1814    | 1815            | 2         | alle an Russen |
| I.     | 1814    | 1816            | 1         | Nachverleihung an einen russischen Feuerwerker |
| I.     | 1814    | 1817            | 1         | Nachverleihung an einen russischen Gardehusaren |
| I.     | 1848    | 1848–1849       | 12        | für die Niederschlagung der Revolution |
| I.     | 1848    | 1860            | 2         | [ 5 ] |
| I.     | 1848    | 1863            | 1         | [ 5 ] |
| I.     | 1864    | 1864            | 191       | für den deutsch-dänischen Krieg |
| I.     | 1864    | 1866            | 415       | für den deutsch-deutschen Krieg |
| I.     | 1864    | 1867            | 29        | [ 13 ] |
| I.     | 1864    | 1902            | 52        | für russische Soldaten während des Boxeraufstands |
| I.     | 1864    | 1895–1906       | 201       | für die Kolonialkriege |
| II.    | 1793    | 1793–1795       | ca. 2.200 | Erster Koalitionskrieg |
| II.    | 1806    | 1813            | 384       | davon 49 an Preußen, letztere rückwirkend für den Russlandfeldzug 1812 und einige wenige an Österreicher. Die größte Anzahl der Medaillen ging an Russen. |
| II.    | 1814    | 1814            | 67        | davon 59 an Russen und 8 an Badener |
| II.    | 1814    | 1815            | 64        | davon 32 an Russen und 32 an Deutsche |
| II.    | 1814    | 1816–1825       | 57        | Nachverleihungen, davon 53 an Russen und 4 an Deutsche |
| II.    | 1864    | 1864–1866       | 9.865     | Deutsche Einigungskriege |
| II.    | 1864    | 1890–1914       | 6.292     | [ 6 ] |
| II.    | 1864    | 1914–1918       | 1         | Ausgabe in Zink |

## Sonstiges
Das Militärehrenzeichen I. Klasse war ab 1806 mit einer monatlichen Zulage von einem Taler (nach 1871 3 Mark) verbunden. Das entsprach anfänglich dem Sold eines Gefreiten von einer Woche. Sie waren außerdem von der Klassensteuer befreit (Gesetz Nr. 8128 vom 25. Mai 1873).
In der königlichen Verordnung vom 30. September 1806 war außerdem geregelt, dass ein Inhaber des Militärehrenzeichens nicht mehr mit dem Stock, sondern höchstens mit der Fuchtel, der breiten Seite des Degens, geschlagen werden sollte. Bei einem Vergehen, das üblicherweise mit Spießrutenlaufen bestraft wurde, verlor er die Auszeichnung mitsamt dem Ehrensold.
Die Namen der Inhaber wurden auf Tafeln in den Garnisonkirchen der Regimenter und Bataillone ausgehängt.
Änderungen der Vorgaben in Bezug auf Verleihung, Privilegien und Gestaltung bezogen sich immer auf die künftigen Inhaber. Beispielsweise erhielten die Inhaber der Goldenen Militärverdienstmedaille von 1793 keine Zulage, solange sie nicht das Militärehrenzeichen I. Klasse von 1806 oder 1814 erhielten.
Die Auszeichnung konnte nicht postum verliehen werden und war nach dem Tod des Inhabers rückgabepflichtig. Wie jede andere preußische Militärauszeichnung konnte das Militärehrenzeichen jeweils nur einmal an eine Person verliehen werden.